# Pseudogriphoneura claripennis
Pseudogriphoneura claripennis är en tvåvingeart som beskrevs av Charles Howard Curran 1934. Pseudogriphoneura claripennis ingår i släktet Pseudogriphoneura och familjen lövflugor.
Artens utbredningsområde är Guyana. Inga underarter finns listade i Catalogue of Life.